# Алексеев, Николай Борисович
Никола́й Бори́сович Алексе́ев (1912 — 1984) — советский дипломат. Чрезвычайный и полномочный посол.

## Биография
Член ВКП(б). Окончил Московский университет в 1940 году.
- В 1943—1947 годах — сотрудник миссии СССР в Колумбии.
- В 1947—1949 годах — сотрудник центрального аппарата МИД СССР.
- В 1952—1954 годах — временный поверенный в делах СССР в Уругвае.
- В 1954—1959 годах — сотрудник центрального аппарата МИД СССР.
- В 1959 году — старший советник Постоянного представительства СССР при ООН.
- С 10 ноября 1959 по 5 марта 1966 года — чрезвычайный и полномочный посол СССР в Аргентине[2].
- В 1966—1968 годах — сотрудник центрального аппарата МИД СССР.
- С 12 февраля 1968 по 28 марта 1971 года — чрезвычайный и полномочный посол СССР в Чили[3].
- В 1971—1974 годах — сотрудник центрального аппарата МИД СССР.
- В 1974—1980 годах — заведующий Отделом Латиноамериканских стран МИД СССР.
- В 1980—1981 годах — заведующий I Отделом Латиноамериканских стран МИД СССР.